# Station Le Meux-Lacroix-Saint-Ouen
Station Le Meux-Lacroix-Saint-Ouen is een spoorwegstation in de Franse gemeente Le Meux.

## Treindienst
| Serie | Treinsoort | Route                                               | Bijzonderheden |
| ----- | ---------- | --------------------------------------------------- | -------------- |
| C 14  | TER (SNCF) | Paris-Nord – Le Meux-Lacroix-Saint-Ouen – Compiègne |                |